# Alphonse Barbé
Alphonse Barbé, né le 17 décembre 1885 à Vannes (Morbihan) et mort le 21 novembre 1983 à Falaise (Calvados), est un marchand forain, libertaire et pacifiste, antimilitariste et défenseur des objecteurs de conscience.

## Biographie
Alphonse Joseph Barbé est le fils d'Alphonse Marie Barbé et d'Eugénie Marie Joséphine Jouet. il est ouvrier meunier, puis marchand ambulant.
Il devient journaliste pour défendre ses idées pacifistes et sa rencontre avec Sébastien Faure lui fait découvrir l'anarchisme.

### Déserteur pendant la Première Guerre mondiale

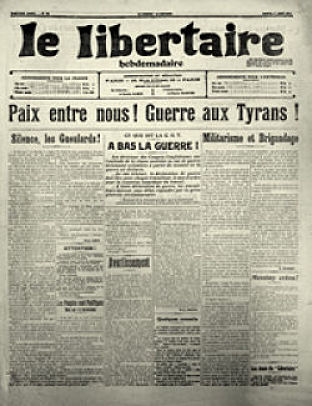
Le Libertaire du 1er août 1914, ultime numéro avant la Première Guerre mondiale.

Avant la Première Guerre mondiale, il est partisan de la grève générale pour empêcher la guerre, et fait partie des opposants au Manifeste des Seize et à l'Union sacrée.
Mobilisé, il est blessé en septembre 1915.
Le 18 septembre 1916, il déserte le 116ème Régiment d’infanterie et vit à Paris sous un nom d’emprunt
En juin 1917, il est arrêté, avec notamment, Louis Lecoin, Jules Lepetit, Pierre Ruff, Claude Content et Pierre Le Meillour, pour avoir publié clandestinement, à 12000 exemplaires, un numéro du journal Le Libertaire titré « Exigeons la Paix ». 
Accusé « pour propos alarmistes et usurpation d’état civil » à quinze mois de prison, peine portée à trois ans le 3 décembre 1917 par la Cour d’appel de Paris. Il est libéré par l'amnistie d'octobre 1919, mais est à nouveau arrêté (à la porte de la prison) et condamné le 23 janvier 1920 à un an de prison pour désertion.
Il adhère ensuite quelque temps au parti communiste, mais s'en éloigne rapidement.

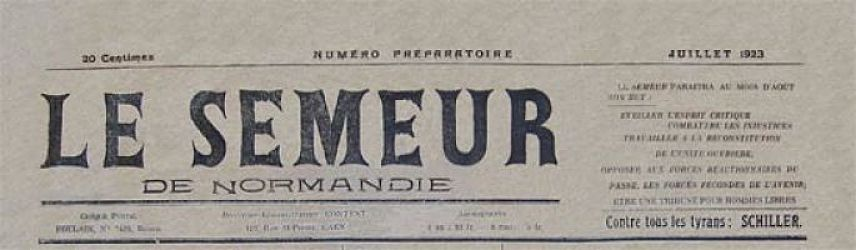
Le Semeur de Normandie

### Le Semeur de Normandieet l'affaire Marinus van der Lubbe
En 1923, il fonde et anime Le Semeur de Normandie, « organe de libre discussion » et de défense des objecteurs de conscience. Rebaptisé, à partir de 1931, Le Semeur contre tous les tyrans, « organe d’éducation individuelle ».

Après l’incendie du Reichstag (28 février 1933), il est à l’origine, avec André Prudhommeaux, de la campagne, menée en France, pour la défense de Marinus van der Lubbe. Il publie de nombreux articles dans Le Semeur et édite deux brochures : Marinus van der Lubbe, prolétaire ou provocateur ? et Le Carnet de route d’un Sans-patrie, journal de voyage en Europe du jeune militant, publié après sa mort sous l’égide du Comité international Van der Lubbe créé en septembre 1933 et dont Barbé sera le trésorier.
Dès l'annonce de la Révolution sociale espagnole de 1936, il part pour Perpignan où il est, six mois durant, le secrétaire général de la Fédération des émigrés antifascistes Espagnols en France, organisation qui regroupe et aide près de 300 000 travailleurs espagnols.
Il publie en 1937-1938 Lu dans la presse libertaire syndicaliste espagnole.

## Publications
- Nombreuses contributions à la presse libertaire dont Ce qu'il faut dire, L‘Unique, Défense de l‘Homme, Nouvelles Pacifistes, La Voix libertaire, L’idée anarchiste[10] ou Le Monde libertaire.
- Catalogue général des éditions et collections anarchistes francophones : Barbé, Alphonse (1885-1976).
- Centre international de recherches sur l'anarchisme (Lausanne) : Alphonse Barbé.
- Anarlivres : publications.